# Cam Valencia
Cam Valencia là một loại cam có vị ngọt. Giống cam này do một người Mỹ tên là William Wolfskill lai giống vào giữa thế kỷ 19 tại trang trại Santa Ana, miền nam California, Hoa Kỳ.

## Lịch sử

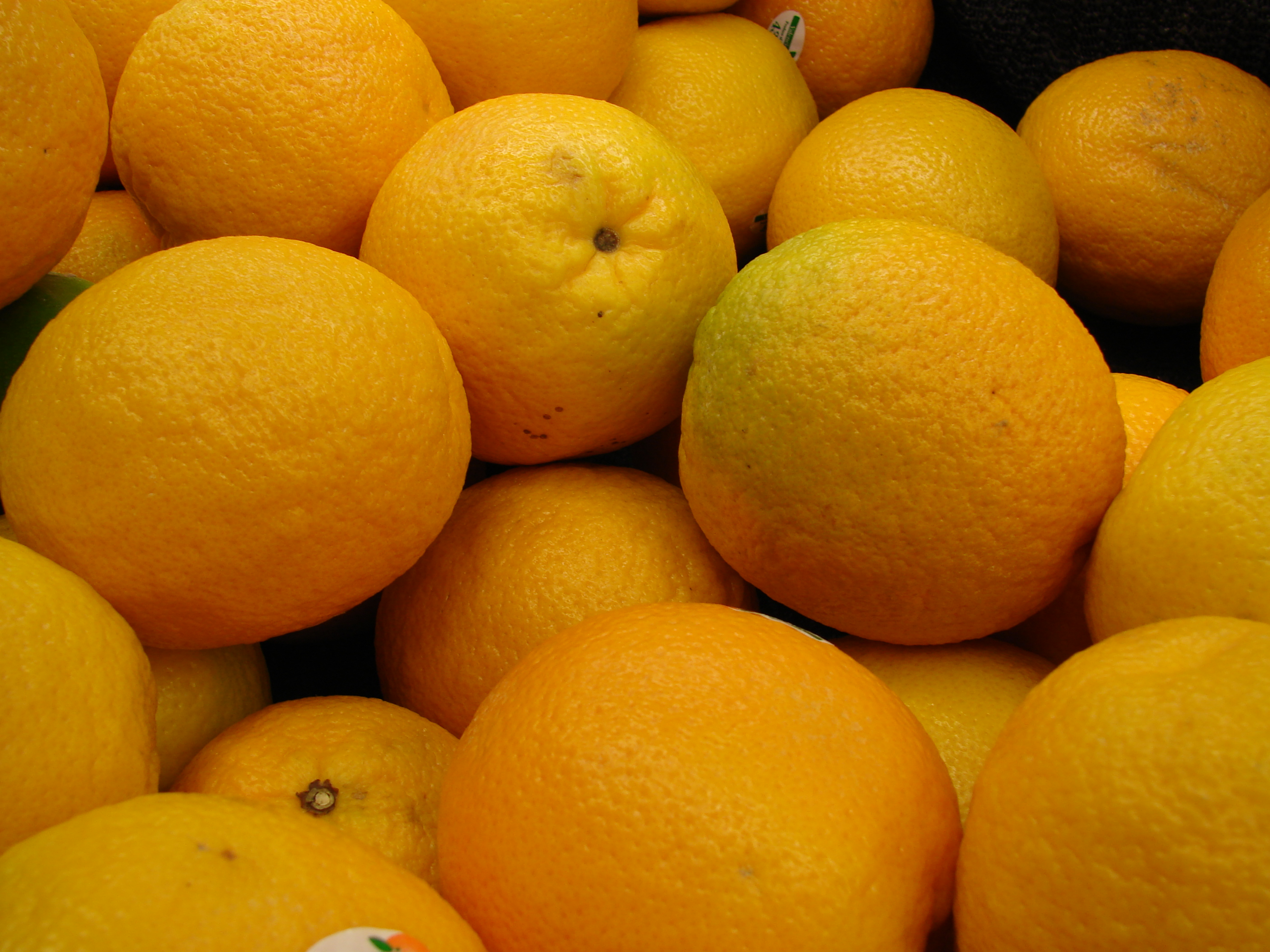
Quầy bán cam

William Wolfskill (1798-1866) sinh ra ở Kentucky và lớn lên ở Missouri. Năm 1820 ông nhập tịch México khi ông ngoài 20 tuổi, ông đén Santa Fe, New Mexico làm nghề đánh bẫy và buôn lông thú rừng. Không lâu sau đó ông dời sang sinh sống tại California, lúc bấy giờ vẫn thuộc México. Ông được lĩnh đất đai để canh tác, trồng nho cất rượu rất thành công. Sau ông tậu thêm đất, lập trại nuôi cừu và trồng cam. Ông đã lai ra giống cam Valencia, đặt tên theo xứ Valencia của Tây Ban Nha, vốn có tiếng là nơi có những loại cam ngọt.
Trước khi qua đời vào năm 1866, Wolfskill bán giống cam Valencia cho trại Irvine; chủ trại đã dùng nửa diện tích canh tác để trồng giống cam đó. Vài năm sau đó cam được mùa, bán chạy nên cái tên Valencia càng trở nên phổ biến.
Vào thế kỷ 20, nhà thực vật học Florida Lena B. Smithers Hughes đã cải tiến giống cam Valencia, chọn chồi không bị virus để nhân giống, để rồi đến năm 1983, giống cam của Hughes đã chiếm khoảng 60% tổng lượng cam Valencia trồng ở Florida.
Năm 1988, Merleen Smith, cư dân Quận Ventura, California, nghi ngờ rằng cam nhà trồng bị hàng xóm đánh thuốc độc nên ruột cam có màu đỏ lạ thường. Nhà chức trách cử người xuống khám xét thì khám phá ra đây là giống cam mới thuộc giống cam Valencia nhưng đỏ ruột. Giống cam này đến nay vẫn gọi là Smith Red Valencia.

## Miêu tả
Được trồng chủ yếu để chế biến và sản xuất nước cam, cam Valencia có hạt, số lượng khác nhau từ 0 đến 9 mỗi quả. Hương vị tuyệt vời và màu sắc bên trong của chúng làm chúng trở nên đặc biệt. Quả có đường kính trung bình từ 2,7 đến 3 inch (69 đến 76 mm; 6,9 đến 7,6 cm) và một múi trung bình nặng 96 gam (3,4 oz), có 45 calo và 9 gram đường. Sau mùa hoa, chúng thường có hai vụ mùa, mùa trước và mùa sau. Mùa thu hoạch thương mại ở Florida diễn ra từ tháng 3 đến tháng 6. Trên toàn thế giới, cam Valencia được xem là giống cam duy nhất có vụ mùa vào mùa hạ. Hơn nữa, cam Valencia chứa nhiều vitamin C và flavonoid.
Năm 2012, bộ gen của cam đã được mã hóa, với 29.445 gen được mã hóa protein. Người ta cũng phát hiện rằng chúng có nguồn gốc từ một giống lai giữa bưởi và quýt.